# ادیتا یونگوفسکا
ادیتا یونگوفسکا (لهستانی: Edyta Jungowska؛ زادهٔ ۱ فوریهٔ ۱۹۶۶) بازیگر و صداپیشه اهل لهستان است.
از فیلم‌ها یا مجموعه‌های تلویزیونی که وی در آن‌ها نقش داشته‌است، می‌توان به ماری کوری، ۲ ایکس‌ال و در خوشی و سختی (۲۰۱۲–۱۹۹۹) اشاره نمود.